# José Ángel Ziganda
José Ángel 'Cuco' Ziganda Lakunza (Larrainzar, 1 de outubro de 1966) é um treinador de futebol e ex-futebolista espanhol que atuava como centroavante. Ele é o atual treinador do SD Huesca.
Ele disputou 381 partidas na La Liga ao longo de 12 temporadas (marcando 111 gols), representando Osasuna e Athletic Bilbao.
Ziganda começou a trabalhar como treinador em 2005 e eventualmente treinou ambos os clubes.

## Carreira como jogador
Ziganda nasceu em Larraintzar, Navarra. Produto das categorias de base do CA Osasuna, ele fez sua primeira aparição pela equipe principal de sua cidade natal em 13 de dezembro de 1987, em um empate em casa por 0 a 0 contra o CE Sabadell FC. Titular incontestável de 1989 a 1991, marcou 11 gols na La Liga em cada uma dessas temporadas, chamando a atenção do vizinho Athletic Bilbao.
No Athletic desde o início da temporada 1991-92, Ziganda marcou 17 gols em três campanhas separadas, sendo o destaque um hat-trick contra o Albacete Balompié em 26 de maio de 1993, em uma vitória por 5 a 4. Ele ajudou o time basco a conquistar a quinta colocação em 1994.
Afastado do Bilbao devido à ascensão de Ismael Urzaiz, Ziganda retornou ao Osasuna em 1998, ajudando o clube a conquistar a promoção em 2000 e se aposentando após mais uma temporada na primeira divisão. Ao longo de sua carreira, marcou 111 gols na liga, sendo 19 na segunda divisão, nove na Copa da UEFA e seis na Copa del Rey.
Ziganda jogou duas partidas pela seleção nacional da Espanha, sua primeira participação consistindo em quatro minutos na derrota amistosa por 2 a 0 contra a Romênia em Cáceres, em 17 de abril de 1991.

## Carreira como Treinador
Ziganda treinou várias equipes de base do Osasuna, incluindo a equipe reserva na temporada 2005-06. Após a saída do mexicano Javier Aguirre (também ex-jogador do clube) de Pamplona para o Atlético de Madrid, ele se tornou o treinador da equipe principal.
Nessa primeira temporada, com a equipe já eliminada na terceira fase de qualificação da UEFA Champions League, eles enfrentaram vários contratempos na liga. No entanto, a situação doméstica gradualmente melhorou e eles também chegaram às semifinais da Copa da UEFA, estabelecendo um novo recorde do clube. Na temporada seguinte, terminaram em 17º lugar.
Em 13 de outubro de 2008, com o Osasuna sem vencer nenhum jogo nas seis primeiras rodadas da nova temporada, marcando apenas dois gols, Ziganda foi demitido e substituído por José Antonio Camacho. No início de julho de 2009, ele se tornou o novo treinador do Xerez CD, após a equipe andaluza ter conquistado a primeira promoção à primeira divisão de sua história, substituindo Esteban Vigo, que foi para o Hércules CF, e assinou um contrato de um ano. Em 12 de janeiro de 2010, com a equipe na última posição, com apenas sete pontos em 17 jogos, ele foi demitido de suas funções.
Em julho de 2011, o ex-companheiro de equipe no Athletic Bilbao, Josu Urrutia, foi eleito presidente do clube e uma de suas primeiras ações foi contratar Ziganda (que estava desempregado há 18 meses) como treinador da equipe reserva. Ele conseguiu levá-los à promoção em 2015, por meio dos playoffs, retornando à segunda divisão após uma ausência de 19 anos.
A equipe de Ziganda acabou sendo rebaixada na primeira tentativa, terminando na 22ª e última posição. Durante seu tempo no cargo, vários jogadores foram promovidos à equipe principal, incluindo Yeray Álvarez, Kepa Arrizabalaga, Iñigo Lekue, Unai López, Sabin Merino, Enric Saborit, Mikel Vesga e Iñaki Williams.
Em 24 de maio de 2017, foi confirmado que Ziganda sucederia Ernesto Valverde como treinador da equipe principal do Athletic, com um contrato inicial de dois anos. Em 29 de novembro, ele comandou uma derrota surpreendente para o SD Formentera - um clube que disputava sua primeira temporada na terceira divisão - na primeira rodada da Copa do Rei, sofrendo o gol decisivo nos acréscimos do segundo tempo da segunda partida, quando um empate sem gols seria suficiente para avançar.
Em maio de 2018, com a equipe na 14ª posição na tabela da liga (embora não ameaçada pelo rebaixamento) e após perder as duas partidas das oitavas de final da Liga Europa para o Olympique de Marseille, o clube anunciou em uma coletiva de imprensa que Ziganda não continuaria em seu cargo além do final da temporada. O total de apenas dez vitórias na liga e o 16º lugar na tabela representaram uma das piores temporadas domésticas na história do clube.
Em 18 de fevereiro de 2020, Ziganda foi contratado pelo Real Oviedo para o restante da temporada da segunda divisão, com a opção de mais um ano. Ele substituiu Javi Rozada, que foi demitido com os asturianos na zona de rebaixamento.
Em 8 de junho de 2022, Ziganda anunciou sua saída do Oviedo em uma coletiva de imprensa, após o término de seu contrato. Cinco dias depois, ele assumiu o comando do SD Huesca, outra equipe da segunda divisão.

## Estatísticas como Treinador
| Team            | From             | To              | Record | Record | Record | Record | Record | Record | Record | Record | Ref |
| Team            | From             | To              | G      | W      | D      | L      | GF     | GA     | GD     | Win %  | Ref |
| --------------- | ---------------- | --------------- | ------ | ------ | ------ | ------ | ------ | ------ | ------ | ------ | --- |
| Osasuna B       | 1 July 2005      | 23 May 2006     | 38     | 14     | 15     | 9      | 44     | 39     | +5     | 36.84  |     |
| Osasuna         | 23 May 2006      | 13 October 2008 | 106    | 36     | 27     | 43     | 118    | 115    | +3     | 33.96  |     |
| Xerez           | 8 July 2009      | 12 January 2010 | 19     | 1      | 4      | 14     | 8      | 35     | −27    | 5.26   |     |
| Bilbao Athletic | 7 July 2011      | 24 May 2017     | 242    | 100    | 63     | 79     | 330    | 244    | +86    | 41.32  |     |
| Athletic Bilbao | 24 May 2017      | 21 May 2018     | 54     | 17     | 17     | 20     | 64     | 67     | −3     | 31.48  |     |
| Oviedo          | 18 February 2020 | 8 June 2022     | 101    | 36     | 39     | 26     | 121    | 104    | +17    | 35.64  |     |
| Huesca          | 13 June 2022     | Present         | 43     | 11     | 20     | 12     | 38     | 38     | +0     | 25.58  |     |
| Career total    | Career total     | Career total    | 603    | 215    | 185    | 203    | 723    | 642    | +81    | 35.66  | —   |

## Jogos com a Seleção Espanhola
| Nº | Data                | Competição | Local             |         | Placar | Adversário | Golos |
| -- | ------------------- | ---------- | ----------------- | ------- | ------ | ---------- | ----- |
| 1  | 17 de abril de 1991 | Amistoso   | Cáceres (Espanha) | Espanha | 0 – 2  | Romênia    |       |